# Ципела (песма)
Ципела је назив музичке композиције коју изводе Марко Кон и Милан Николић, а написана је за учешће на музичком надметању Беовизија 2009. Као победница фестивала изабрана је за представљање Србије на 54. Песми Евровизије.